# Alexandra David-Néel

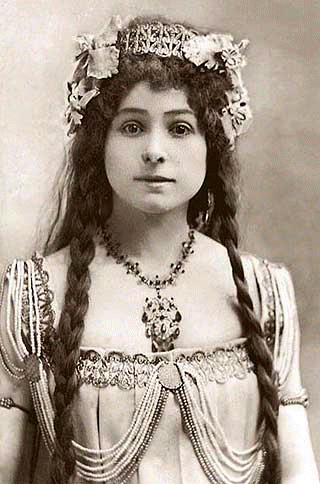
Alexandra David-Néel

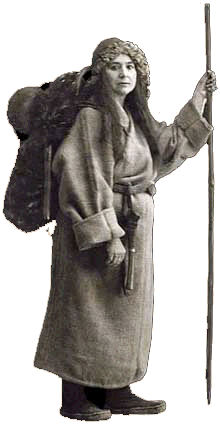
Tại Lhasa năm 1924

Alexandra David-Néel (tên khai sinh là Louise Eugénie Alexandrine Marie David; 24 tháng 10 năm 1868 – 8 tháng 9 năm 1969) là một nhà nữ thám hiểm và nhà văn người Pháp chuyên viết về Phật giáo và triết học phương Đông, được biết đến nhiều nhất qua chuyến thám hiểm của bà đếnLhasa, Tây Tạng, vào năm 1924, khi nơi đó còn là vùng cấm địa đối với người nước ngoài. David-Néel viết trên 30 cuốn sách về tôn giáo phương Đông, triết học, và các chuyến du hành của bà. Những tác phẩm của bà đã ảnh hưởng đến các nhà văn Jack Kerouac và Allen Ginsberg, và triết gia Alan Watts.
Tên thật của bà là Louise Eugenie Alexandrine Marie David. Trong thời thơ ấu bà đã có nhiều ước vọng mãnh mẽ về tự do và các vấn đề tâm linh. Vào tuổi 18, bà đã tự du hành đến Anh, Thụy Sĩ và Tây Ban Nha, và bà đã theo học một thời gian với Hội thông thiên học (Theosophical Society) sáng lập bởi Madame Blavatsky.
Trong năm 1890 và 1891, bà du hành khắp Ấn Độ, quay trở về chỉ khi đã cạn tiền. Ở Tunis bà gặp kỹ sư đường sắt Philippe Néel, người bà thành hôn vào năm 1904.
Năm 1911 Alexandra du hành lần thứ hai đến Ấn Độ, để học hỏi thêm về Phật giáo. Bà được mời đến tu viện hoàng gia của Sikkim, nơi đó bà gặp Maharaj Kumar (thái tử) Sidkeon Tulku. Bà trở thành "người em kết nghĩa về tâm linh" của Sidkeong (theo như Ruth Middleton), cũng có thể là người yêu của ông ta (Foster & Foster). Bà cũng gặp Dalai Lama thứ 13 hai lần vào năm 1912, và có cơ hội hỏi ông nhiều câu hỏi về Phật giáo—một điều chưa bao giờ xảy ra đối với một phụ nữ phương Tây vào thời gian đó.
Trong giai đoạn 1914-1916 bà sống trong một cái hang ở Sikkim, gần biên giới Tây Tạng, tu tập về tâm linh, cùng với một nhà sư trẻ người Sikkim là Aphur Yongden, người trở thành người bạn đồng hành suốt đời của bà. Từ đó họ vượt biên giới vào lãnh thổ Tây Tạng, gặp gỡ Panchen Lama ở Shigatse (tháng 8 năm 1916). Khi chính quyền Anh biết được điều đó —Sikkim lúc đó dưới quyền bảo hộ của Anh—Alexandra và Yongden phải rời khỏi nước Sikkim, và, không thể quay lại châu Âu vào giữa Thế chiến thứ I, họ du hành đến Nhật Bản.
Nơi đó Alexandra gặp Ekai Kawaguchi, người đã viếng thăm Lhasa vào năm 1901 giả dạng như là một bác sĩ Trung Quốc, và điều này gợi cho bà ý nghĩ ghé thăm Lhasa giả trang như khách hành hương. Sau khi băng ngang qua Trung Quốc từ đông sang tây, họ đã đến Lhasa vào năm 1924, ở lại đó gần 2 tháng.
Vào năm 1928 Alexandra ly thân khỏi Philippe. Sau này họ lại giảng hòa, và Philippe ủng hộ bà cho đến khi qua đời vào năm 1941. Alexandra định cư ở tại Digne, và trong suốt 10 năm sau đó bà viết ra nhiều cuốn sách.
Vào năm 1937, Yongden và Alexandra thông qua Liên Xô đi vào Trung Quốc, du hành trong suốt thời gian diễn ra Thế chiến thứ II. Cuối cùng họ đã đến Tachienlu, nơi Mme. David-Neel tiếp tục nghiên cứu về các kinh sách Tây Tạng.
Một bí ẩn nhỏ liên quan đến Alexandra David-Neel có một lời giải đáp. Trong Forbidden Journey, p. 284, tác giả đã tự hỏi làm thế nào mà thư ký của Mme. David-Neel, Violet Sydney, đã quay trở về thế giới văn minh năm 1939 sau khi cuốn Sous des nuées d'orage (Storm Clouds) được hoàn thành ở Tachienlu. Peter Goullart trong cuốn sách Land of the Lamas (không nằm trong danh sách tham khảo của Forbidden Journey), pp. 110–113 đã kết lại việc ông đi cùng Ms. Sydney một phần đoạn đường quay về, sau đó nhờ băng đảng Lolo bảo vệ để tiếp cuộc hành trình về Chengdu. Mme. David-Neel rõ ràng đã ở lại Tachienlu trong thời gian chiến tranh.
Trong khi ở miền đông Tây Tạng Alexandra và Yongden đã hoàn thành đi vòng quanh (circumambulation) ngọn núi linh thiêng Anye Machen. Cả hai người quay trở lại Pháp vào năm 1946. Lúc đó bà đã 78 tuổi.
Vào năm 1955 Yongden qua đời. Alexandra tiếp tục nghiên cứu và viết sách đến lúc bà qua đời ở tuổi 101.

## Các sách viết bởi bà
- 1898 Pour la vie
- 1911 Le modernisme bouddhiste et le bouddhisme du Bouddha
- 1927 Voyage d'une Parisienne à Lhassa (1927, My Journey to Lhasa)
- 1929 Mystiques et Magiciens du Tibet (1929, Magic and Mystery in Tibet)
- 1930 Initiations Lamaïques (Initiations and Initiates in Tibet)
- 1931 La vie Surhumaine de Guésar de Ling le Héros Thibétain (The Superhuman Life of Gesar of Ling)
- 1933 Grand Tibet; Au pays des brigands-gentilshommes
- 1935 Le lama au cinq sagesses
- 1938 Magie d'amour et magic noire; Scènes du Tibet inconnu (Tibetan Tale of Love and Magic)
- 1939 Buddhism: Its Doctrines and Its Methods
- 1940 Sous des nuées d'orage; Recit de voyage
- 1949 Au coeur des Himalayas; Le Nepal
- 1951 Ashtavakra Gita; Discours sur le Vedanta Advaita
- 1951 Les Enseignements Secrets des Bouddhistes Tibétains (The Secret Oral Teachings in Tibetan Buddhist Sects)
- 1951 L'Inde hier, aujourd'hui, demain
- 1952 Textes tibétains inédits
- 1953 Le vieux Tibet face à la Chine nouvelle
- 1954 La puissance de néant, by Lama Yongden (The Power of Nothingness)
- Grammaire de la langue tibetaine parlée
- 1958 Avadhuta Gita
- 1958 La connaissance transcendante
- 1961 Immortalite et reincarnation: Doctrines et pratiques en Chine, au Tibet, dans l'Inde
- L'Inde où j'ai vecu; Avant et après l'independence
- 1964 Quarante siècles d'expansion chinoise
- 1970 En Chine: L'amour universe! et l'individualisme integral: les maitres Mo Tse et Yang Tchou
- 1972 Le sortilège du mystère; Faits étranges et gens bizarre rencontrés au long de mes routes d'orient et d'occident
- 1975 Vivre au Tibet; Cuisine, traditions et images
- 1975 Journal de voyage; Lettres à son Mari, 11 août 1904 - 27 decembre 1917. Vol. 1. Ed. Marie-Madeleine Peyronnet
- 1976 Journal de voyage; Lettres à son Mari, 14 janvier 1918 - 31 decembre 1940. Vol. 2. Ed. Marie-Madeleine Peyronnet
- 1979 Le Tibet d'Alexandra David-Neel
- 1986 La lampe de sagesse

Nhiều cuốn sách của Mme. David-Neel được xuất bản cả bằng tiếng Pháp lẫn tiếng Anh.